# 神奈川県立産業技術総合研究所
地方独立行政法人神奈川県立産業技術総合研究所（かながわけんりつさんぎょうぎじゅつそうごうけんきゅうしょ、英語:  Kanagawa Institute of Industrial Science and Technology、略：KISTEC、産技総研）は、神奈川県が設置する公設試験研究機関である。
県内中小企業を中心とする産業界から信頼される試験研究機関として、イノベーションの創出を支援し、県内産業と科学技術の振興を図ることにより、豊かで質の高い県民生活の実現と地域経済の発展に貢献することを基本理念としている。

## 沿革
神奈川県産業技術センター
- 1929年（昭和04年）04月 - 神奈川県工業試験場（神奈川県工業試験所の前身）設立
- 1949年（昭和24年）12月 - 神奈川県工業試験所設立
- 1995年（平成07年）04月 - 工業試験所、工芸指導所、繊維工業指導所、家具指導センターの4機関を統合し、海老名に産業技術総合研究所として発足
- 2006年（平成18年）04月 - 産業技術センターに改称

神奈川科学技術アカデミー
- 1989年（平成元年）
  - 7月 - 神奈川科学技術アカデミー（KAST）設立
  - 8月 - 神奈川高度技術支援財団（KTF）設立
- 2005年（平成17年）04月 - KASTとKTFが統合、新組織として発足

神奈川県立産業技術総合研究所
- 2017年（平成29年）04月 - 産業技術センターと神奈川科学技術アカデミーが統合し、地方独立行政法人へ移行。地方独立行政法人神奈川県立産業技術総合研究所として発足

## 組織
- 総務部
- 企画部
- 人材育成部
- 研究開発部
- 事業化促進部
- 機械・材料技術部
- 電子技術部
- 情報・生産技術部
- 化学技術部
- 川崎技術支援部

## 所在地
- 海老名本部：海老名市下今泉705‐1
- 溝の口支所：川崎市高津区坂戸3-2-1　かながわサイエンスパーク（KSP）西棟6階
- 殿町支所：川崎市川崎区殿町3-25-13　川崎生命科学・環境研究センター（LiSE）内
- 横浜相談窓口（よこはまブランチ）：横浜市中区尾上町5-80　神奈川中小企業センタービル ４階